# Alex Moroder
Alex Moroder (* 13. Mai 1923 in St. Ulrich in Gröden, Südtirol; † 11. November 2006 ebenda; eigentlich Alexander Franz Moroder; auch Alex Rusina genannt) war Bankbeamter, Gründungsmitglied mehrerer Organisationen und Vereine zur Erhaltung von ladinischer Sprache und Volkstum und Träger der Verdienstmedaille des Landes Tirol (1999 in Innsbruck verliehen).

## Leben
Alex Moroder war Sohn des Bildhauers Ludwig Moroder-Lenert und der ladinischen Schriftstellerin Adele Moroder. Nach der Kapitulation Italiens am 8. September 1943 wurde er, da er aus einer Familie von Dableibern stammte, als Militärinternierter zuerst nach Pommern, dann in das Lager Stalag XVIII A in Wolfsberg, Österreich deportiert. Alex Moroder war ein Zeitzeuge der damaligen Situation in Gröden und Südtirol mit dem Faschismus, Option und Deportation.
Nach dem Krieg heiratete er die Grödnerin Paula Grossrubatscher-Rusina. Sie hatten fünf Kinder: Ulrike, Wolfgang, Egon, Ruth und Stephan.

## Vereinstätigkeit
Alex Moroder setzte sich für die Erhaltung und Entwicklung der ladinischen Sprache ein. Dies erfolgte in den folgenden kulturellen Organisationen:
- Union di Ladins de Gherdëina, 1951 bis 2006
- Union Generela di Ladins dla Dolomites (Dachverband der Vereinigungen der Ladinischen Täler) 1975 bis 1987 als Sekretär
- Verwalter der Zeitung La Usc di Ladins, Wochenzeitung der Dolomitenladiner, von 1974 bis 1994
- Radio Ladin de Gherdëina, gegründet gemeinsam mit Bruno Moroder, 1955 bis 1997
- Museum Gherdëina, Gründung mit Robert Moroder Vorsitzender, Hermann Moroder-Jumbierch, Heinrich Moroder-Doss, Raimund Mureda, Luis Piazza, Vigil Prugger. 1958 bis 2006
- Teater de Urtijëi – Heimatbühne St. Ulrich

Bei weiteren Vereinen war er Gründungsmitglied oder langjähriger Mitarbeiter:
- Kirchenchor St. Ulrich von 1941 bis 2006
- Club Alpino Italiano-Alpenverein Südtirol. Sektion Gröden, Gründer gemeinsam mit Hans Sanoner, Batista Vinatzer, Flavio Pancheri, Norbert Mussner, Heinrich Moroder-Doss und Bruno Moroder
- Heimatpflege und Trachtenverein, 1956 bis 1968
- Schulpatronat St. Ulrich, Vorstand von 1965 bis 1985

## Auszeichnungen
- Goldener Ring der Gemeinde St. Ulrich in Gröden am 7. Dezember 1991
- Verdienstmedaille des Landes Tirol in Innsbruck am 15. August 1999

## Nachlass
Das Archiv Radio Ladin Alex Moroder ist eine Sammlung von über 500 Tonbandspulen mit Aufzeichnungen der Radiosendungen „Dai Crepes dl Sella“ über Grödner Leben und ladinische Kultur, die ab dem Jahr 1955 vom Rai Sender Bozen ausgestrahlt wurden. Die Sendungen wurden von Alex Moroder in Zusammenarbeit mit Bruno Moroder gestaltet. Dieses Archiv wurde von Barbara Gabrielli digitalisiert und wird vom Museum Gherdëina verwaltet.
Im Online-Katalog für Dokumente in Film und Ton der Südtiroler Zeitgeschichte sind die Inhalte des Archivs angezeigt.

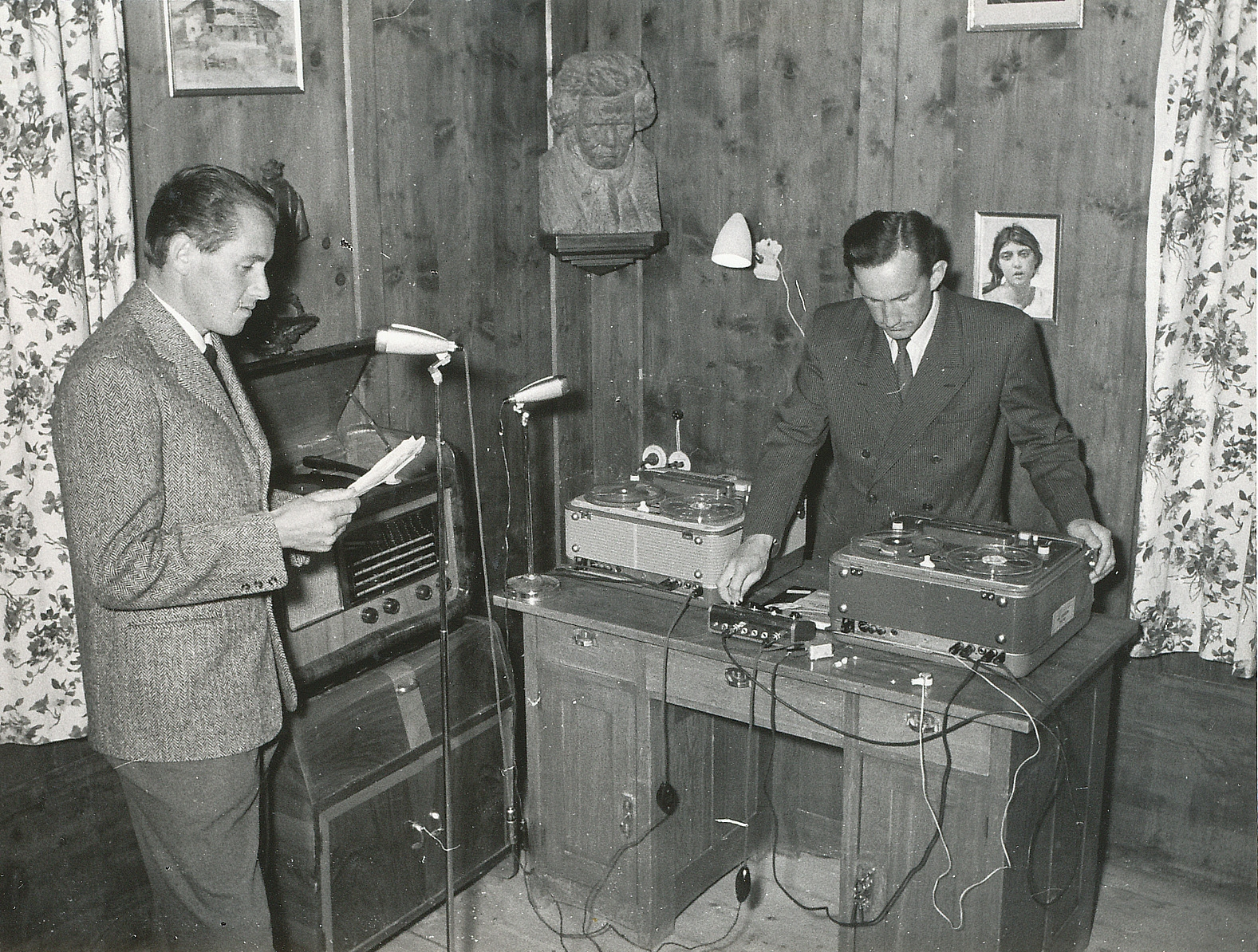
Aufnahmestudio im Haus Rusina in St. Ulrich des Radio Ladin de Gherdëina. Bruno Moroder (links) und Alex Moroder (rechts) bei Aufnahmearbeit für die Sendungen in ladinischer Sprache

## Bibliographie
- Biographie, Manuskript[3]
- Alex Moroder führte ausgedehnte Recherchen über die Genealogie der Familie Moroder durch und untersuchte hierfür viele Urkunden und Pfarrarchive, was zur Publikation des folgenden Buches wesentlich beigetragen hat: Die Moroder, ein altladinisches Geschlecht aus Gröden-Dolomiten vom 14. bis zum 20. Jahrhundert. Ein Beitrag zur tirolischen Familienforschung. St. Ulrich in Gröden: Komitee für die Drucklegung des Moroder-Stammbuches, 1980.
- Alex Moroder: Lecurdanzes de l'ultima gran Viëra. Calënder de Gherdëina. Union di Ladins de Gherdëina St. Ulrich. Jahrgang 1985/S. 60. (Ladinisch).
- Alex Moroder: 50 ani RAI – Radio Ladin. Calënder de Gherdëina. Union di Ladins de Gherdëina St. Ulrich. Jahrgang 2005 S. 145 (Ladinisch)
- L fanatism fej uni vierces – Der Fanatismus verblendet. Interview mit Ingrid Runggaldier. Beilage: Usc di Ladins. St. Ulrich in Gröden 2006. (Ladinisch)[4]